# Ron Slay
Ronald Sylvester Slay, detto Ron (Memphis, 29 giugno 1981), è un ex cestista statunitense.
Alto 203 centimetri per 105 chili occupava il ruolo di ala grande.

## Carriera
La Victoria Libertas Pesaro ha prelevato Ronald dalla Premiata Montegranaro, alla quale ha avuto una media di 17,3 punti e 7,6 rimbalzi, e la sua miglior partita l'ha giocata il 4 dicembre 2006, contro la Bipop Carire Reggio Emilia, segnando 33 punti e catturando 11 rimbalzi. A Pesaro giocava con la casacca numero 8. È un'ala grande atipica, dotato di un buon tiro da tre punti e di notevole forza fisica. Egli è un idolo dei tifosi grazie ai suoi comportamenti vivaci che esaltano il pubblico. Nell'agosto 2008 è stato messo sotto contratto dalla società campana della Juvecaserta Basket.
Nel 2006 ha disputato l'All-Star Game italiano, svoltosi a Torino nel PalaRuffini. Disputa il campionato 2009-10 con la Pallacanestro Varese. Stagione travagliata per Slay che è costretto ad uno stop di diversi mesi per due ernie del disco. Al termine della stagione passa al Maroussi Atene BC ma lascia la Grecia per i problemi economici del club e fa ritorno a Varese. Il 18 ottobre 2011 viene ufficializzata la cessione alla Felice Scandone Basket Avellino. Nel 2012 passa allo Scafati Basket, militante nel campionato di Legadue.
Con gli Stati Uniti ha disputato i Campionati americani del 2005.

## Palmarès

### Squadra
- Campione NBDL (2005)
- Liga Portuguesa de Basquetebol: 1

Benfica: 2015
- Coppa di Portogallo: 1

Benfica: 2015

### Individuale
- NCAA AP All-America Third Team (2003)
- All-NBDL Second Team (2005)